# Chiesa di Sant'Alenixedda
La chiesa di Sant'Alenixedda è una piccola chiesa medievale di Cagliari, sita tra il quartiere Europeo e il quartiere CEP.

## Storia e descrizione
Il tempio, la cui edificazione si fa risalire al primo quarto del XIV secolo, presenta una pregevole facciata a capanna, in stile gotico, costruita in pietra calcarea. Il prospetto è chiuso tra le due paraste angolari e suddiviso in tre specchi da due lesene a fascio, che inquadrano il semplice portale, attualmente privo di architrave, sormontato da un arco ogivale, con estradosso rimarcato da una cornice aggettante e l'intradosso decorato a dentelli. Sopra il portale si apre un piccolo oculo. Completano la decorazione della facciata una serie di archetti pensili ogivali, che includono all'interno altrettanti archetti trilobati, poggianti su peducci scolpiti. All'apice del prospetto si eleva un campanile a vela. Il resto della chiesa venne rifatto in età moderna e non presenta elementi artistici di rilievo.
Alenixedda, in lingua sarda, è il diminutivo di Aleni (in italiano Elena). La chiesetta è dunque dedicata a sant'Elena Imperatrice; l'utilizzo del vezzeggiativo sant'Alenixedda per indicarla, deriva probabilmente dalla necessità di distinguere la chiesetta dall'altro non lontano luogo di culto, più grande, ugualmente dedicato a sant'Elena.